# Cuno Amiet

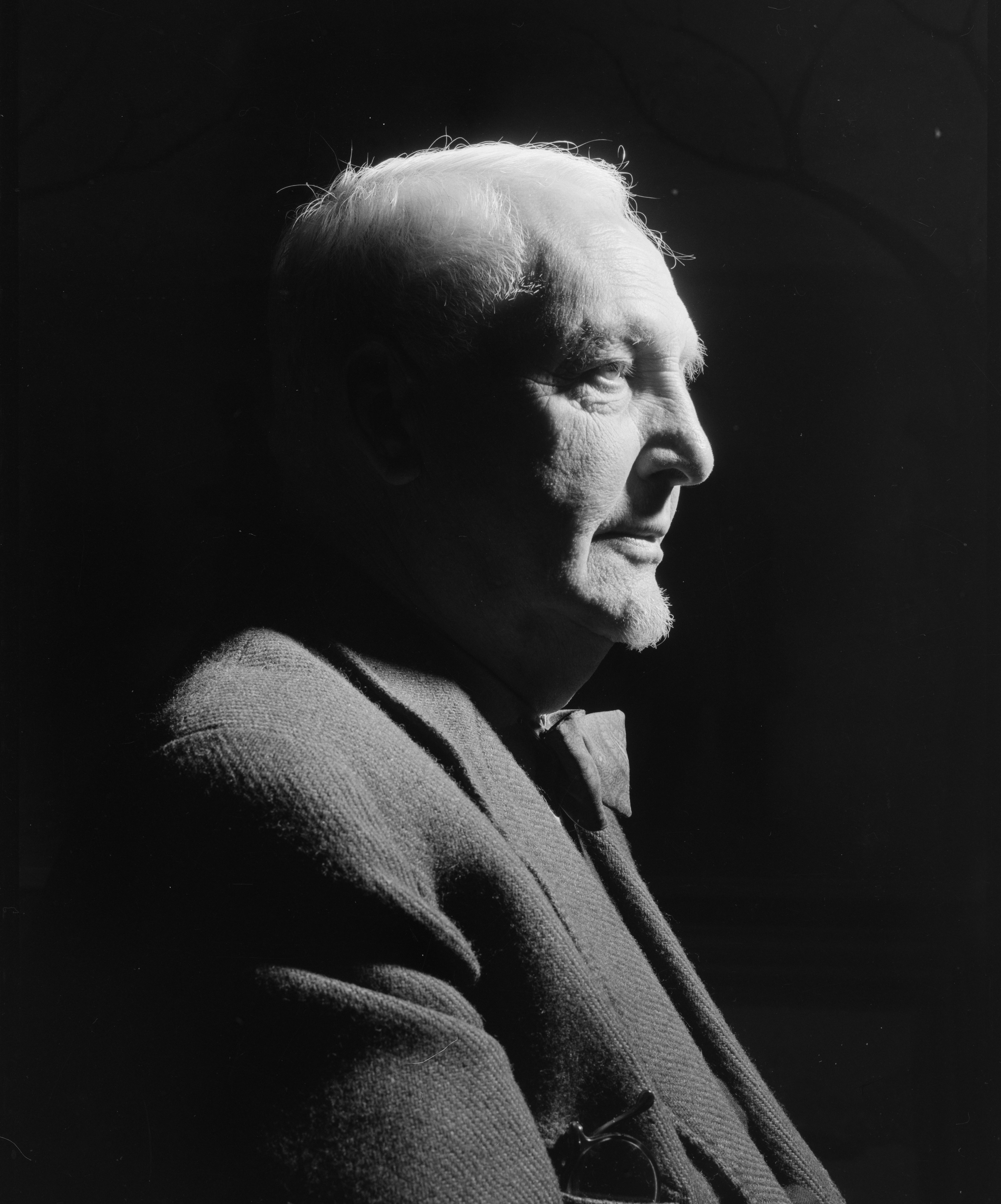
Cuno Amiet (1952)

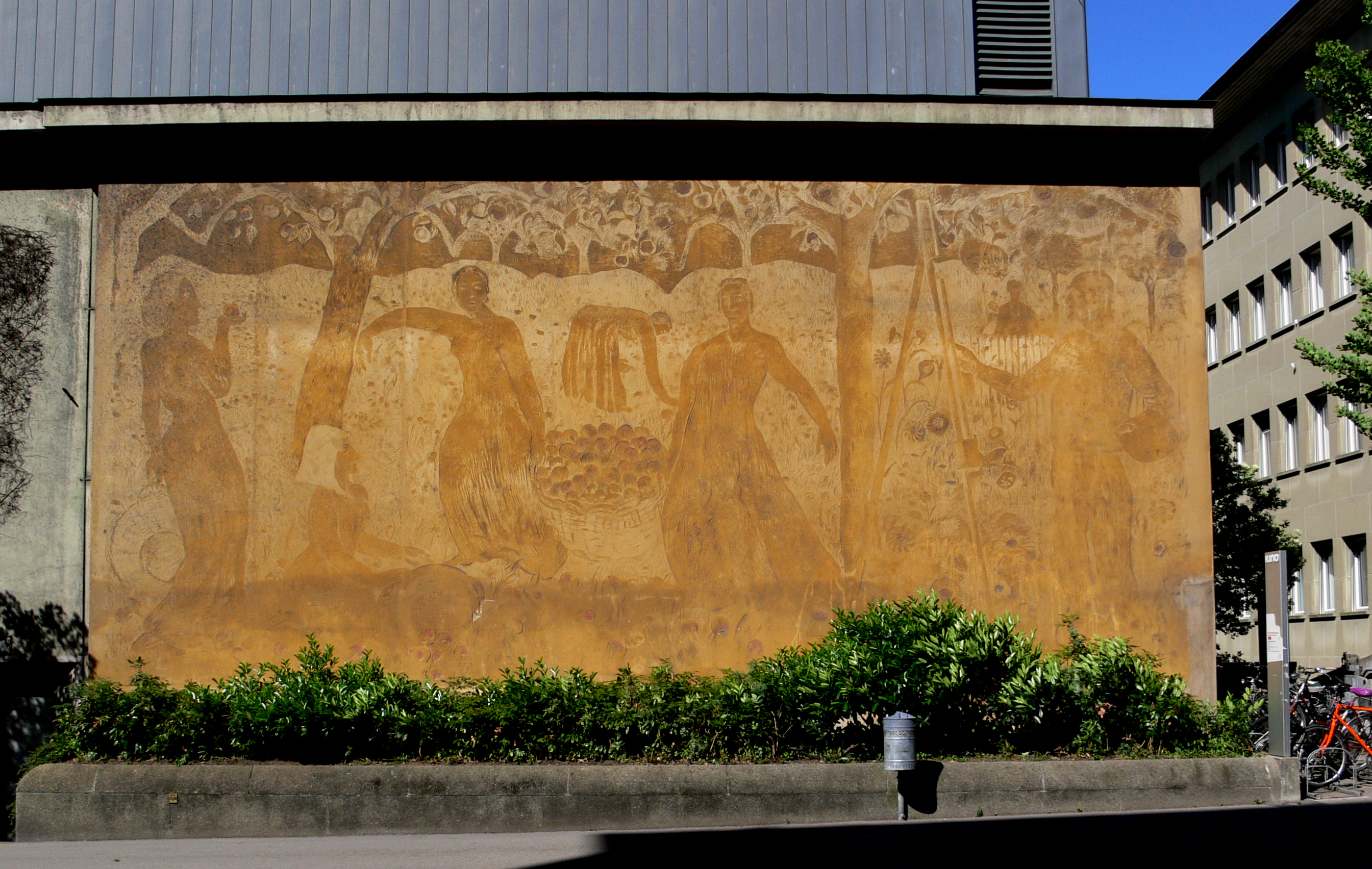
Wanddekoration Obsternte in Sgraffito von Cuno Amiet, Kunstmuseum Bern, Fassadendetail des Neubaus von 1932 bis 1936

Cuno Peter Amiet (* 28. März 1868 in Solothurn; † 6. Juli 1961 in Oschwand, Gemeinde Seeberg BE) war ein Schweizer Maler, Zeichner, Graphiker und Bildhauer, der sich der Dresdner Künstlergruppe Brücke anschloss.
Er wird oft als «Bonnard der Schweizer» bezeichnet. Beeinflusst wurde er von den Malern des Post-Impressionismus, unter anderem Paul Gauguin, Émile Bernard und Paul Sérusier, aber auch von Ferdinand Hodler und Giovanni Segantini.

## Leben

### Familie
Cuno Amiet war ein Sohn von Josef Ignaz Amiet (1827–1895), Staatsschreiber und Staatsarchivar von Solothurn. Er hatte zwei ältere Geschwister, die Schwester Rosa (1858–1936) und den Bruder Caesar (1861–1935). Nach dem frühen Tod der Mutter heiratete der Vater 1873 Emilie Bär von Rifferswil am Albis.
1882 nahm Amiet bei Heinrich Jenny Zeichenunterricht. Im Sommer 1884 begegnete er dem Maler Frank Buchser, einem Freund seines Vaters, der nach einigem Zögern dem Wunsch seines Sohnes nachgab, Maler zu werden. Im Herbst 1886 reiste er mit dem Aquarellisten Paul Demme (1866–1953) nach München, um dort an der Akademie der bildenden Künste zu studieren. Zu seinen Lehrern gehörten Caspar Ritter, Gabriel von Hackl, Karl Raupp und Nikolaus Gysis.

### Akademiezeit
Amiet zog mit knapp 20 Jahren nach München, das damals neben Paris eine der beiden grössten Lehrstätten der Malerei war. 1887 begegnete er dort dem gleichaltrigen Schweizer Maler Giovanni Giacometti, mit dem ihn eine lebenslange Freundschaft verbinden sollte. Er wurde Pate von dessen ältestem Sohn Alberto Giacometti. Amiet pflegte auch den Kontakt zu Sigismund Righini.
In München gehörten sie zum Schweizer Kreis um Franz Baur, Max Buri, Wilhelm Balmer, Emil Dill, Jakob Probst, Walter Mettler und Charles Welti. Cuno Amiet und Giovanni Giacometti entschieden sich dafür, ihre Ausbildung in Paris an der Académie Julian an der Seite von Pierre Bonnard, Édouard Vuillard, Maurice Denis und Paul Sérusier fortzusetzen, wo sie im Oktober 1888 eintrafen. Zu Amiets Pariser Lehrern zählte unter anderem Tony Robert-Fleury. Zusammen mit Félix Vallotton trat er einer symbolistischen Künstlergruppe bei, die sich die Nabis (auf Hebräisch «die Ausgewählten») nannte. Amiets Familie hatte nur wenig Geld, und der Vater erbrachte grosse Opfer, um seinem Sohn den Aufenthalt in der Bretagne zu ermöglichen. Auch sein Schwager Theodor Flury aus Olten unterstützte Amiet.

### Pont-Aven
Im Mai 1892 reiste Amiet nach Pont-Aven, ein Fischerdorf in der Bretagne, das durch den Aufenthalt Paul Gauguins ein Anziehungspunkt für junge Künstler geworden war, wo er bis Juni 1893 blieb. Dort kam er mit Werken von Gauguin, der bereits zu seiner ersten Tahiti-Reise aufgebrochen war, in Kontakt. Zu seinen Freunden gehörten die Maler Paul Sérusier und Roderic O’Conor aus Irland, der Amiet in die Kunst Van Goghs, den Divisionismus von Seurat sowie den Gebrauch reiner Farben einführte.
1893 hatte er die erste Begegnung mit Ferdinand Hodler, den er daraufhin in seinem Atelier in Bern besuchte und von dessen symbolistischer Malerei er beeinflusst wurde. Im selben Jahr trat Amiet in die Berner Sektion der GSMBA ein. 1895 starb Amiets Vater. Im Jahr 1896 lernte er bei einem Sommeraufenthalt bei Giacometti in Stampa den Maler Giovanni Segantini kennen, dessen Divisionismus ihn neben dem Post-Impressionismus bereits seit 1893 beeinflusst hatte. 1898 fand eine Ausstellung mit Giacometti und Hodler im Künstlerhaus in Zürich statt.
1904 war Amiet mit Hodler wieder an der Sezession in Wien beteiligt. 1905 fand eine Ausstellung in der Galerie Richter in Dresden statt. Sie war zwar ein Misserfolg, doch durch sie kam er in Kontakt mit den späteren Mitgliedern der expressionistischen Künstlervereinigung «Die Brücke».

### Anschluss an die Künstler der «Brücke»
Einige junge Maler in Deutschland fanden die Werke Amiets ihrem eigenen Schaffen verwandt: Mit anerkennenden Worten forderte Erich Heckel ihn deshalb auf, sich der kurz vorher von Fritz Bleyl, Ernst Ludwig Kirchner, Karl Schmidt-Rottluff und ihm in Dresden gegründeten Künstlergruppe anzuschliessen: «Mit Bewunderung und Begeisterung haben wir Ihre Werke gesehen, und wir erlauben uns, Sie zu fragen, ob Sie unserer Gruppe ‹Brücke› beitreten wollen. Einstimmig haben wir in Ihnen einen der ‹Unsern› erkannt und hoffen, dass Sie unsere Sache als Bestrebung nach gleichen künstlerischen Zielen unterstützen werden.» Amiet sagte zu. Es ist bezeichnend für Amiets einzigartige Stellung, dass er Mitglied sowohl von Gauguins Kreis in Pont-Aven als auch der «Brücke», des ersten Gruppenzusammenschlusses des deutschen Expressionismus, war.

### Heirat
Am 16. Juni 1898 heiratete er die Wirtstochter Anna Luder aus Hellsau. Seine Schwester Rosa sowie Giacometti waren Trauzeugen. Im selben Jahr zog Amiet mit seiner Frau auf die Oschwand, wo er sich 1908 von dem Architekten Otto Ingold ein Wohnhaus im Jugendstil bauen liess. 1912 erwarb er auch das angrenzende Bauernhaus und baute es zu seinem Atelierhaus um. Das Paar hatte eine Tochter, die jedoch früh an einer Fieberkrankheit starb. Amiet erzog jedoch mit seiner Frau andere Kinder. Unter anderem lebte Greti, die Nichte von Amiets Frau, jahrelang bei ihnen oder 1920 Bruno Hesse, der älteste der drei Söhne des Dichters und Schriftstellers Hermann Hesse, nachdem dieser sich von seiner ersten Frau Maria Bernoulli getrennt hatte und diese die Söhne aus gesundheitlichen Gründen nicht aufziehen konnte. 1919 wurde Amiet von der philosophisch-historischen Fakultät der Universität Bern die Ehrendoktorwürde verliehen.

### Letztes Lebensdrittel

Cuno Amiet 1952 beim Malen seiner Frau Anna

1929 vertrat Amiet in Pittsburgh an der 28. Internationalen Kunstschau mit fünf Werken die Schweiz. Als im Sommer 1931 beim Brand des Münchener Glaspalastes auch fünfzig Gemälde Amiets, vor allem eine grosse Zahl seiner Frühwerke, verbrannten – eine Katastrophe von solchem Ausmass, wie sie noch nie einen Künstler in ähnlicher Weise getroffen hatte –, wurde Amiet von diesem Schicksalsschlag nicht entmutigt, sondern nur in dem Vorsatz bestärkt, durch neue Schöpfungen den Verlust auszugleichen.
1937 wurden in der Nazi-Aktion «Entartete Kunst» Werke Amiets aus dem Jenaer Kunstverein, dem Museum für Kunst und Kunstgewerbe Stettin und der Württembergischen Staatsgalerie Stuttgart beschlagnahmt. Sie wurden von den Nazis als «international verwertbar» eingeschätzt.
1944 wurde Amiet Ehrenmitglied des Kunstvereins Solothurn. 1948 erhielt er das Ehrenbürgerrecht von Herzogenbuchsee, und 1950 wurde er zum Ehrenmitglied der GSMBA, Sektion Bern, ernannt.
1953 starb Anna Amiet. Die Adoptivtochter Lydia Thalmann, ihrerseits Witwe, kehrte zurück, um sich während der nächsten Jahre um ihren Vater zu kümmern. Amiet zählt zu den Künstlern, die bis ins hohe Alter schöpferisch und aktiv blieben. 1958 erhielt Amiet den Kunstpreis des Kantons Solothurn, und zu seinem 90. Geburtstag wurde er mit einer Ausstellung im Kunstsalon Wolfsberg in Zürich und einer umfassenden Retrospektive in der Kunsthalle Bern gefeiert. Mitte Oktober 1960 fand die Eröffnung der letzten grossen Retrospektive zu Amiets Lebzeiten in der Kunsthalle Basel statt.
Das Grabmal Amiets auf dem Friedhof gestaltete Otto Charles Bänninger.

## 1937 als «entartet» beschlagnahmte Werke Amiets
- Chrysanthemen und Äpfel (Tafelbild, Öl, 1909; verwertet, befand sich 2018 im Bestand des Kunstmuseums Solothurn)
- Bauernhäuser am Weg mit Kindern (Tafelbild, Öl)
- Rückenakt (Aquarell; wurde in den Handel gebracht; Verbleib unbekannt)

## Ausstellungen (Auswahl)
- 1959: From Hodler to Klee: Swiss Art of the Twentieth Century. Tate Gallery, London.[8]
- 2000: L’Art en Suisse 1910–1920. Musée Rath, Genf.[9]
- 2011/2012: Amiet. «Freude meines Lebens». Sammlung Eduard Gerber. Kunstmuseum Bern.[10]
- 2011/2012: Ferdinand Hodler und Cuno Amiet. Eine Künstlerfreundschaft zwischen Jugendstil und Moderne. Kunstmuseum Solothurn.
- 2012: Ferdinand Hodler und Cuno Amiet. Eine Künstlerfreundschaft zwischen Jugendstil und Moderne, Bucerius Kunst Forum, Hamburg.
- 2018: Bromer Kunst in Roggwil: Cuno Amiet, Retrospektive zum 150. Geburtstag, Meisterwerke aus acht Jahrzehnten.